# Hôtel du Cardinal de Richelieu
L'hôtel du Cardinal de Richelieu est un hôtel particulier situé sur la place des Vosges à Paris, en France.

## Localisation
L'hôtel du Cardinal de Richelieu est situé dans le 3e arrondissement de Paris, au 21, place des Vosges. Il se trouve sur le côté nord de la place, à l'ouest de l'hôtel de Bassompierre.

## Historique

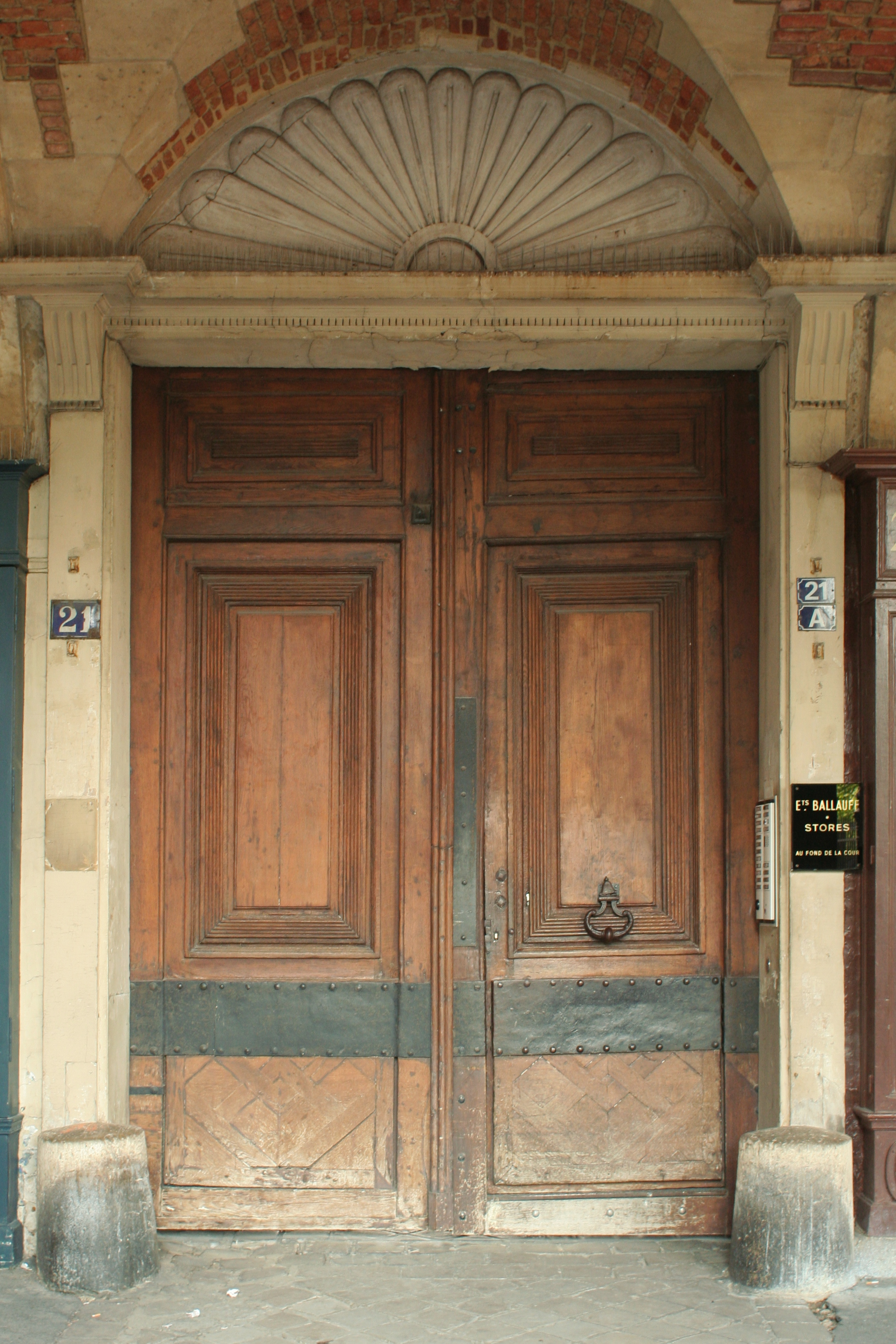
Porte cochère à grand cadre de l'hôtel du Cardinal de Richelieu.

L'hôtel est construit lors de la création de la place Royale (actuelle place des Vosges) au début du XVIIe siècle ; malgré son nom, il semble que le cardinal de Richelieu n'y a pas habité. En 1610, il est acheté par Robert Aubry qui y loge le maréchal de Brézé, beau-frère du cardinal. Le maréchal-duc de Richelieu, arrière-petit-neveu du cardinal, le rachète en 1659 pour 167 000 livres. Il l'agrandit en achetant l'hôtel voisin au prince de Guise, dont il épouse la fille en 1734. La grande-duchesse de Toscane y mourut en 1721. Alphonse Daudet aurait habité dans la cour en 1877.
Les façades et toitures sont classés au titre des monuments historiques en 1920 ; la galerie, la toiture sur cour et l'escalier le sont en 1958.